# Нуакшот-Нор
Нуакшот-Нор (араб. نواكشوط الشمالية‎) — регион Мавритании. Состоит из трёх пригородов Нуакшота: Дар-Наима, Теярета и Тужунина. В пределах Нуакшот-Нора находится Международный аэропорт Нуакшот.
Нуакшот-Нор был образован 25 ноября 2014 года. Губернатор — Мохамед Лемин Ульд Мохамед Ульд Тейиб Ади.